# Claudio Nicastro
Claudio Nicastro (Siracusa, 7 giugno 1913 – Roma, 13 novembre 1977) è stato un attore italiano.

## Filmografia parziale
- L'istruttoria è chiusa: dimentichi, regia di Damiano Damiani (1971)
- Nonostante le apparenze... e purché la nazione non lo sappia... All'onorevole piacciono le donne, regia di Lucio Fulci (1972)
- Girolimoni, il mostro di Roma, regia di Damiano Damiani (1972)
- Incensurato provata disonestà carriera assicurata cercasi, regia di Marcello Baldi (1972)
- Il boss, regia di Fernando Di Leo (1973)
- Mordi e fuggi, regia di Dino Riso (1973)
- Bisturi - La mafia bianca, regia di Luigi Zampa (1973)
- No il caso è felicemente risolto, regia di Vittorio Salerno (1973)
- Sette ore di violenza per una soluzione imprevista, regia di Michele Massimo Tarantini (1973)
- La polizia è al servizio del cittadino?, regia di Romolo Guerrieri (1973)
- Cugini carnali, regia di Sergio Martino (1974)
- Il testimone deve tacere, regia di Giuseppe Rosati (1974)
- Perché si uccide un magistrato, regia di Damiano Damiani (1974)
- La polizia accusa: il Servizio Segreto uccide, regia di Sergio Martino (1975)
- Fango bollente, regia di Vittorio Salerno (1975)
- Due cuori, una cappella, regia di Maurizio Lucidi (1975)
- L'uomo della strada fa giustizia, regia di Umberto Lenzi (1975)
- Roma a mano armata, regia di Umberto Lenzi (1976)
- Cadaveri eccellenti, regia di Francesco Rosi (1976)
- Paura in città, regia di Giuseppe Rosati (1976)
- Poliziotti violenti, regia di Michele Massimo Tarantini (1976)
- Uomini si nasce poliziotti si muore, regia di Ruggero Deodato (1976)
- Stato interessante, regia di Sergio Nasca (1977)
- Il cinico, l'infame, il violento, regia di Umberto Lenzi (1977)
- Napoli si ribella, regia di Michele Massimo Tarantini (1977)